# 2004年アテネオリンピックの日本選手団
2004年アテネオリンピックの日本選手団（2004ねんアテネオリンピックのにほんせんしゅだん）は、2004年8月13日から8月29日まで開催された2004年アテネオリンピックの日本代表選手団及び競技結果。選手名及び所属・記録は2004年当時のもの。

## 概要
- 人員：選手　312人、役員　201人 
主将：井上康生（柔道）、開会式・閉会式旗手：浜口京子（レスリング）
- 結団式・壮行会：7月24日（東京プリンスホテル）
- 解団式：9月1日（プリンスホテル）
- その他：公式服装は高田賢三がデザインし、ファーストリテイリング（ユニクロ）が提供

## メダル獲得者
金メダルの獲得数16個は全参加国（地域）中、オーストラリアに次ぐ5位で、1964年東京オリンピックと並ぶ。メダル獲得総数37個は、ドイツに次ぐ6位。
| メダル   | 名前                        | 競技                       | 種目                     |
| -------- | --------------------------- | -------------------------- | ------------------------ |
| 金メダル | 谷亮子                      | 柔道                       | 女子48kg級               |
| 金メダル | 野村忠宏                    | 柔道                       | 男子60kg級               |
| 金メダル | 内柴正人                    | 柔道                       | 男子66kg級               |
| 金メダル | 北島康介                    | 競泳                       | 男子100m平泳ぎ           |
| 金メダル | 日本                        | 体操                       | 男子団体                 |
| 金メダル | 谷本歩実                    | 柔道                       | 女子63kg級               |
| 金メダル | 上野雅恵                    | 柔道                       | 女子70kg級               |
| 金メダル | 北島康介                    | 競泳                       | 男子200m平泳ぎ           |
| 金メダル | 阿武教子                    | 柔道                       | 女子78kg級               |
| 金メダル | 塚田真希                    | 柔道                       | 女子78kg超級             |
| 金メダル | 鈴木桂治                    | 柔道                       | 男子100kg超級            |
| 金メダル | 柴田亜衣                    | 競泳                       | 女子800m自由形           |
| 金メダル | 野口みずき                  | 陸上                       | 女子マラソン             |
| 金メダル | 吉田沙保里                  | レスリング                 | 女子55kg級               |
| 金メダル | 伊調馨                      | レスリング                 | 女子63kg級               |
| 金メダル | 室伏広治                    | 陸上                       | 男子ハンマー投           |
| 銀メダル | 横澤由貴                    | 柔道                       | 女子52kg級               |
| 銀メダル | 山本貴司                    | 競泳                       | 男子200mバタフライ       |
| 銀メダル | 泉浩                        | 柔道                       | 男子90kg級               |
| 銀メダル | 山本博                      | アーチェリー               | 男子個人                 |
| 銀メダル | チームスプリント            | 自転車                     | 男子チームスプリント     |
| 銀メダル | 伊調千春                    | レスリング                 | 女子48kg級               |
| 銀メダル | 冨田洋之                    | 体操                       | 男子個人種目別平行棒     |
| 銀メダル | 日本 （立花美哉、武田美保） | シンクロナイズドスイミング | デュエット               |
| 銀メダル | 日本                        | シンクロナイズドスイミング | チーム                   |
| 銅メダル | 森田智己                    | 競泳                       | 男子100m背泳ぎ           |
| 銅メダル | 中西悠子                    | 競泳                       | 女子200mバタフライ       |
| 銅メダル | 中村礼子                    | 競泳                       | 女子200m背泳ぎ           |
| 銅メダル | 日本 （関一人、轟賢二郎）   | セーリング                 | 男子470級                |
| 銅メダル | 日本                        | 競泳                       | 男子4×100mメドレーリレー |
| 銅メダル | 日本                        | ソフトボール               |                          |
| 銅メダル | 鹿島丈博                    | 体操                       | 男子個人種目別あん馬     |
| 銅メダル | 浜口京子                    | レスリング                 | 女子72kg級               |
| 銅メダル | 米田功                      | 体操                       | 男子個人種目別鉄棒       |
| 銅メダル | 日本                        | 野球                       |                          |
| 銅メダル | 田南部力                    | レスリング                 | 男子フリースタイル55kg級 |
| 銅メダル | 井上謙二                    | レスリング                 | 男子フリースタイル60kg級 |

## 種目別選手、スタッフ名簿および成績

### 陸上競技
- チームリーダー：澤木啓祐（順天堂大学）
- コーチ：浜田安則（日本陸上競技連盟）、高野進（東海大学）、有川秀之（埼玉大学）、永山忠幸（ワコール）、大森重宜（星稜女子短期大学）、小坂忠広（石川県立鶴来高校）、高橋卓巳（香川県立観音寺中央高校）、越川一紀（順天堂大学）、本田陽（中京大学）、室伏重信（中京大学）、坂口泰（中国電力）、白水昭興（日清食品）、瀬古利彦（エスビー食品）、藤田信之（グローバリー）、鈴木秀夫（三井住友海上火災保険）、武冨豊（天満屋）
- 総務：村尾愼悦（日本陸上競技連盟）
- トレーナー：大井和夫（アスリートサポート白子鍼灸治療院）、下山田陽子（川本整形外科）

#### 男子・トラック
- 末續慎吾（ミズノ）
  - 100m  17位（予選敗退）（1次予選10秒27、2次予選10秒19）
- 朝原宣治（大阪ガス）
  - 100m21位（予選敗退）（1次予選10秒33、2次予選10秒24）
- 土江寛裕（富士通）
  - 100m39位（予選敗退）（1次予選10秒37）
- 髙平慎士（順天堂大学）
  - 200m40位（予選敗退）（1次予選21秒05）
- 松田亮（広島経済大学）
  - 200m52位（予選敗退）（1次予選24秒59）
- 山口有希（東海大学）
  - 400m32位（予選敗退）（1次予選46秒16）
- 小坂田淳（大阪ガス）
  - 400m40位（予選敗退）（1次予選46秒39）
- 佐藤光浩（富士通）
  - 400m45位（予選敗退）（1次予選46秒70）
- 大野龍二（旭化成）
  - 10000m19位（29分06秒50）
- 内藤真人（ミズノ）
  - 110mハードル20位（予選敗退）（1次予選13秒56、2次予選13秒54）
- 谷川聡（ミズノ）
  - 110mハードル26位（予選敗退）（1次予選13秒39、2次予選13秒70）
- 為末大
  - 400mハードル10位（準決勝敗退）（予選48秒80、準決勝48秒46）
- 吉澤賢（デサント）
  - 400mハードル29位（予選敗退）（50秒95）
- 岩水嘉孝（トヨタ自動車）
  - 3000m障害23位（予選敗退）（8分29秒07）
- 4×100mリレー
  - （末續慎吾、朝原宣治、土江寛裕、髙平慎士）4位（予選38秒53、決勝38秒49）
- 4×400mリレー
  - （小坂田淳、佐藤光浩、山口有希、伊藤友広）4位（予選3分02秒71、決勝3分00秒99）
  - 向井裕紀弘（西濃運輸）

#### 女子・トラック
- 杉森美保（京セラ）
  - 800m21位（予選敗退）（2分02秒82）
- 田中めぐみ（しまむら）
  - 10000m13位（31分42秒18）
- 弘山晴美（資生堂）
  - 10000m18位（32分15秒12）
- 福士加代子（ワコール）
  - 10000m26位（33分48秒66）

#### 男子・フィールド
- 澤野大地（ニシ・スポーツ）
  - 棒高跳13位（予選5m70cm、決勝5m55cm、）
- 寺野伸一（奥アンツーカ）
  - 走幅跳29位（予選敗退）(7m70cm)
- 杉林孝法（ミキハウス）
  - 三段跳38位（予選敗退）(16m00cm)
- 村上幸史（スズキ）
  - やり投18位（予選敗退）(78m59cm)
- 室伏広治（ミズノ）
  - ハンマー投1位（82m91cm/予選79m55cm）

#### 女子・フィールド
- 近藤高代（長谷川体育施設）
  - 棒高跳32位（予選敗退）(4m15cm)
- 花岡麻帆（オフィス24）
  - 走幅跳34位（予選敗退）(6m31cm)
- 森千夏（スズキ）
  - 砲丸投 36位（予選敗退）(15m86cm)
- 室伏由佳（ミズノ）
  - ハンマー投27位（予選敗退）(65m33cm)

#### 女子7種競技
- 中田有紀（さかえクリニックTC）28位(4871P)

#### ロードレース

##### 男子競歩
- 谷井孝行（日本大学）
  - 20km15位（1時間23分38秒）
  - 50km失格
- 山崎勇喜（順天堂大学） 
  - 20km途中棄権
  - 50km16位（3時間57分00秒）

##### 女子競歩
- 川崎真裕美（海老澤製作所）
  - 20km40位（1時間37分56秒）

##### 男子マラソン
- 油谷繁（中国電力）5位2時間13分11秒
- 諏訪利成（日清食品）6位2時間13分24秒
- 国近友昭（エスビー食品）42位（2時間21分13秒）

##### 女子マラソン
- 野口みずき（グローバリー）1位（2時間26分20秒）
- 土佐礼子（三井住友海上火災保険）5位（2時間28分44秒）
- 坂本直子（天満屋）7位（2時間31分43秒）

### 自転車
監督：ウエスト・ゲーリー（日本自転車競技連盟）

トラックコーチ：班目秀雄（日本自転車競技連盟）

ロードコーチ：高橋松吉（日本自転車競技連盟）

MTBコーチ：杉山喜一（スコットトレーディング）

メカニック：森昭雄（みどり製作所）

メカニック：鬼原積(M.R.JAPAN)

ドクター：小林裕幸（防衛医科大学校病院）

#### 男子
- 伏見俊昭（日本競輪選手会）
  - ケイリン敗者復活戦落選（1回戦1組6位、敗者復活戦2組5位）
- 長塚智広（日本競輪選手会）
  - 200mスプリント棄権（予選14位10秒646、1回戦怪我のため棄権）
- 井上昌己（日本競輪選手会）
- 飯島誠（ラバネロ）
  - ポイントレース16位（13点）
- 田代恭崇（チームブリヂストン・アンカー）
  - ロードレース57位（5時間50分35秒）
- 鈴木真理（シマノレーシング）
  - ロードレース途中棄権
- 竹谷賢二(FORD/SPECIALIZED)
  - 43.3kmMTBクロスカントリー38位（1周遅れで競技中止）
- チームスプリント（伏見俊昭、井上昌己、長塚智広）2位（予選3位44秒355、1回戦2位44秒081、決勝2位44秒246）

#### 女子
- 大菅小百合（三協精機製作所）
  - 500mタイムトライアル10位（35秒045）
- 沖美穂（ラ・ピスタ新橋）
  - ロードレース39位（3時間25分42秒）
- 唐見実世子（カツリーズサイクル）
  - ロードレース45位（3時間30分30秒）
- 中込由香里(team SY-Nak SPECILIZED)
  - 31.3kmMTBクロスカントリー22位（1周遅れで競技中止）

### 野球
| ポジション | 背番号 | 氏名       | 所属球団                   | 投 | 打 | 備考             |
| ---------- | ------ | ---------- | -------------------------- | -- | -- | ---------------- |
| 監督       | 33     | 中畑清     |                            | 右 | 右 | 打撃コーチ兼務   |
| コーチ     | 31     | 高木豊     |                            | 右 | 左 | 守備・走塁コーチ |
| コーチ     | 32     | 大野豊     |                            | 左 | 左 | 投手コーチ       |
| トレーナー |        | 河野徳良   | 日本体育大学               |    |    |                  |
| トレーナー |        | 齋藤仁拡   | 日本体育大学               |    |    |                  |
| 総務       |        | 中村勝彦   | 日本野球機構               |    |    |                  |
| 総務       |        | 柴田穣     | 日本野球連盟               |    |    |                  |
| 技術       |        | 手塚慎太郎 | 東海大学医学部付属東京病院 |    |    |                  |
| 投手       | 11     | 清水直行   | 千葉ロッテマリーンズ       | 右 | 右 |                  |
| 投手       | 13     | 岩瀬仁紀   | 中日ドラゴンズ             | 左 | 左 |                  |
| 投手       | 15     | 黒田博樹   | 広島東洋カープ             | 右 | 右 |                  |
| 投手       | 16     | 安藤優也   | 阪神タイガース             | 右 | 右 |                  |
| 投手       | 17     | 三浦大輔   | 横浜ベイスターズ           | 右 | 右 |                  |
| 投手       | 18     | 松坂大輔   | 西武ライオンズ             | 右 | 右 |                  |
| 投手       | 19     | 上原浩治   | 読売ジャイアンツ           | 右 | 右 |                  |
| 投手       | 20     | 岩隈久志   | 大阪近鉄バファローズ       | 右 | 右 |                  |
| 投手       | 21     | 和田毅     | 福岡ダイエーホークス       | 左 | 左 |                  |
| 投手       | 30     | 小林雅英   | 千葉ロッテマリーンズ       | 右 | 右 |                  |
| 投手       | 61     | 石井弘寿   | ヤクルトスワローズ         | 左 | 左 |                  |
| 捕手       | 9      | 城島健司   | 福岡ダイエーホークス       | 右 | 右 |                  |
| 捕手       | 59     | 相川亮二   | 横浜ベイスターズ           | 右 | 右 |                  |
| 内野手     | 2      | 小笠原道大 | 北海道日本ハムファイターズ | 右 | 左 |                  |
| 内野手     | 5      | 中村紀洋   | 大阪近鉄バファローズ       | 右 | 右 |                  |
| 内野手     | 6      | 宮本慎也   | ヤクルトスワローズ         | 右 | 右 |                  |
| 内野手     | 8      | 金子誠     | 北海道日本ハムファイターズ | 右 | 右 |                  |
| 内野手     | 25     | 藤本敦士   | 阪神タイガース             | 右 | 左 |                  |
| 外野手     | 1      | 福留孝介   | 中日ドラゴンズ             | 右 | 左 |                  |
| 外野手     | 10     | 谷佳知     | オリックス・ブルーウェーブ | 右 | 右 |                  |
| 外野手     | 23     | 村松有人   | オリックス・ブルーウェーブ | 左 | 左 |                  |
| 外野手     | 24     | 高橋由伸   | 読売ジャイアンツ           | 右 | 左 |                  |
| 外野手     | 27     | 木村拓也   | 広島東洋カープ             | 右 | 両 |                  |
| 外野手     | 55     | 和田一浩   | 西武ライオンズ             | 右 | 右 |                  |

- 予選リーグ（7回コールドゲーム）

|          | 1 | 2 | 3 | 4 | 5 | 6 | 7 | R  |
| -------- | - | - | - | - | - | - | - | -- |
| 日本     | 2 | 0 | 3 | 1 | 1 | 4 | 1 | 12 |
| イタリア | 0 | 0 | 0 | 0 | 0 | 0 | 0 | 0  |

1. 勝利：上原
2. 敗戦：マッシミーノ
3. 本塁打
 日本：中村、福留
4. 日本＝上原、三浦 - 城島、相川
 イタリア＝マッシミーノ、ルチェナ、オレンバーガー - パリジ

- 予選リーグ

|          | 1 | 2 | 3 | 4 | 5 | 6 | 7 | 8 | 9 | R |
| -------- | - | - | - | - | - | - | - | - | - | - |
| オランダ | 1 | 2 | 0 | 0 | 0 | 0 | 0 | 0 | 0 | 3 |
| 日本     | 1 | 1 | 0 | 0 | 2 | 0 | 0 | 4 | X | 8 |

1. 勝利：黒田
2. 敗戦：マークウェル
3. 本塁打
 日本：藤本
4. オランダ＝マークウェル、ヤンセン、ファンドールンスペーク - イセニア
 日本＝岩隈、石井、黒田、岩瀬 - 城島

- 予選リーグ

|          | 1 | 2 | 3 | 4 | 5 | 6 | 7 | 8 | 9 | R |
| -------- | - | - | - | - | - | - | - | - | - | - |
| 日本     | 0 | 2 | 0 | 2 | 0 | 0 | 1 | 0 | 1 | 6 |
| キューバ | 0 | 0 | 0 | 0 | 0 | 0 | 0 | 0 | 3 | 3 |

1. 勝利：松坂
2. セーブ：石井
3. 敗戦：オデリン
4. 本塁打
 日本：和田一、城島、中村
5. 日本＝松坂、石井 - 城島
 キューバ＝オデリン 、ゴンサレス 、ベガ - ペスタノ

- 予選リーグ

|                | 1 | 2 | 3 | 4 | 5 | 6 | 7 | 8 | 9 | R |
| -------------- | - | - | - | - | - | - | - | - | - | - |
| オーストラリア | 0 | 0 | 0 | 3 | 0 | 0 | 3 | 3 | 0 | 9 |
| 日本           | 0 | 0 | 0 | 1 | 3 | 0 | 0 | 0 | 0 | 4 |

1. 勝利：ローランドスミス
2. セーブ：ウィリアムス
3. 敗戦：三浦
4. 本塁打
 オーストラリア：ニルソン
 日本：福留
5. オーストラリア＝ストックマン、ロイド、ローランドスミス、ウィリアムス - ニルソン
 日本＝清水、岩瀬、石井、三浦、安藤 - 城島

- 予選リーグ

|        | 1 | 2 | 3 | 4 | 5 | 6 | 7 | 8 | 9 | R |
| ------ | - | - | - | - | - | - | - | - | - | - |
| カナダ | 0 | 0 | 0 | 0 | 0 | 0 | 0 | 0 | 1 | 1 |
| 日本   | 2 | 1 | 1 | 3 | 1 | 0 | 0 | 1 | X | 9 |

1. 勝利：和田毅
2. 本塁打
 日本：高橋由伸、谷佳知、和田一浩
3. 日本＝和田、岩瀬、小林 - 城島

- 予選リーグ（延長10回）

|                      | 1 | 2 | 3 | 4 | 5 | 6 | 7 | 8 | 9 | 10 | R |
| -------------------- | - | - | - | - | - | - | - | - | - | -- | - |
| チャイニーズタイペイ | 0 | 0 | 3 | 0 | 0 | 0 | 0 | 0 | 0 | 0  | 3 |
| 日本                 | 0 | 0 | 0 | 0 | 0 | 0 | 3 | 0 | 0 | 1X | 4 |

1. 勝利：黒田
2. 敗戦：曹錦輝
3. 本塁打
 チャイニーズタイペイ：陳金鋒
 日本：高橋由伸
4. チャイニーズタイペイ＝王建民、曹錦輝、陽建福 - 葉君璋
 日本＝上原、石井、黒田 - 城島

- 予選リーグ

|          | 1 | 2 | 3 | 4 | 5 | 6 | 7 | 8 | 9 | R |
| -------- | - | - | - | - | - | - | - | - | - | - |
| 日本     | 0 | 1 | 0 | 0 | 0 | 1 | 4 | 0 | 0 | 6 |
| ギリシャ | 0 | 0 | 0 | 0 | 0 | 0 | 1 | 0 | 0 | 1 |

1. 勝利：清水
2. 敗戦：メレヘス
3. 日本＝清水、岩瀬、三浦、小林 - 城島、相川
 ギリシャ＝メレヘス、クレミダス、スペンサー、ロビンソン、マルカキス - パパス

予選リーグ6勝1敗で準決勝進出
- 準決勝

|                | 1 | 2 | 3 | 4 | 5 | 6 | 7 | 8 | 9 | R |
| -------------- | - | - | - | - | - | - | - | - | - | - |
| オーストラリア | 0 | 0 | 0 | 0 | 0 | 1 | 0 | 0 | 0 | 1 |
| 日本           | 0 | 0 | 0 | 0 | 0 | 0 | 0 | 0 | 0 | 0 |

1. 勝利：オクスプリング
2. セーブ：ウィリアムス
3. 敗戦：松坂
4. オーストラリア＝オクスプリング、ウィリアムス - ニルソン
 日本＝松坂、岩瀬 - 城島

- 3位決定戦

|        | 1 | 2 | 3 | 4 | 5 | 6 | 7 | 8 | 9 | R  |
| ------ | - | - | - | - | - | - | - | - | - | -- |
| 日本   | 2 | 0 | 4 | 1 | 0 | 0 | 0 | 4 | 0 | 11 |
| カナダ | 0 | 0 | 0 | 1 | 1 | 0 | 0 | 0 | 0 | 2  |

1. 勝利：和田毅
2. 敗戦：ジョンソン
3. 本塁打
 日本：城島
 カナダ：ウェア
4. 日本＝和田毅、黒田、小林 - 城島、相川
 カナダ＝ジョンソン、シア、ベッグ、クシービッチ、オギルトリー、マイエット - ラフォーレ

### ソフトボール
|                | 背番号 | 選手名     | 所属                   | 備考 |
| -------------- | ------ | ---------- | ---------------------- | ---- |
| 監督           | 30     | 宇津木妙子 | ルネサス テクノロジ    |      |
| コーチ         | 31     | 浦野光史   | 太陽誘電               |      |
| コーチ         | 32     | 小林良美   | ルネサス テクノロジ    |      |
| チームドクター |        | 小松裕     | 東京大学医学部附属病院 |      |
| トレーナー     |        | 古川雅貴   | TYMコーポレーション    |      |
| トレーナー     |        | 齋藤容子   | TYMコーポレーション    |      |
| 投手           | 17     | 上野由岐子 | ルネサス テクノロジ    |      |
| 投手           | 18     | 高山樹里   | 豊田自動織機           |      |
| 投手           | 12     | 坂本直子   | ルネサス テクノロジ    |      |
| 投手           | 21     | 坂井寛子   | 戸田中央総合病院       |      |
| 捕手           | 23     | 乾絵美     | ルネサス テクノロジ    |      |
| 捕手           | 25     | 山路典子   | 太陽誘電               |      |
| 内野手         | 3      | 三科真澄   | ルネサス テクノロジ    |      |
| 内野手         | 4      | 内藤恵美   | 豊田自動織機           |      |
| 内野手         | 5      | 佐藤理恵   | レオパレス21           |      |
| 内野手         | 19     | 伊藤良恵   | ルネサス テクノロジ    |      |
| 内野手         | 28     | 宇津木麗華 | ルネサス テクノロジ    |      |
| 外野手         | 7      | 岩渕有美   | ルネサス テクノロジ    |      |
| 外野手         | 11     | 山田恵里   | 日立ソフトウェア       |      |
| 外野手         | 15     | 佐藤由希   | レオパレス21           |      |
| 外野手         | 26     | 斎藤春香   | 日立ソフトウェア       |      |

- 1次リーグ

豪　州　0　1　0　2　1　0　0　： 4

日　本　2　0　0　0　0　0　0　： 2（上野由岐子→高山樹里－山路典子）
- 1次リーグ

台　湾　0　0　0　0　0　0　0　： 0

日　本　1　4　0　0　1　0　X　： 6（坂井寛子－山路典子）

- 1次リーグ（タイブレーク8回）

アメリカ　0　0　0　0　0　0　0　3　：　3

日　　本　0　0　0　0　0　0　0　0　：　0（高山樹里－山路典子）

- 1次リーグ（タイブレーク8回）

カナダ　0　0　0　0　0　0　0　1　：　1
 
日　本　0　0　0　0　0　0　0　0　：　0（上野由岐子－山路典子）
- 1次リーグ

日　　本　0　3　1　0　0　0　2　：　6（坂井寛子－山路典子）

ギリシャ　0　0　0　0　0　0　0　：　0

- 1次リーグ

イタリア　0　0　0　0　0　0　0　：　0

日　 本　 0　0　1　0　0　0　x　：　1（高山樹里→上野由岐子－山路典子）
- 1次リーグ

中　国　0　0　0　0　0　0　0　：　0

日　本　0　0　0　0　0　1　1　：　2（上野由岐子－山路典子）

```
（
上野由岐子
、
完全試合
達成
）
```

- 準決勝（タイブレーク8回）

日　本　0　0　0　0　0　0　0　1　：　1（上野由岐子－山路典子、3位決定戦進出）

中　国　0　0　0　0　0　0　0　0　：　0（4位確定）
- 3位決定戦

豪　州　0　0　0　0　3　0　0　：　3（決勝進出）

日　本　0　0　0　0　0　0　0　：　0（高山樹里→坂井寛子－山路典子、3位確定

### サッカー男子
監督：山本昌邦（日本サッカー協会）
 
コーチ：石井知幸（ヤマハフットボールクラブ）、川俣則幸（日本サッカー協会）、菅野淳（日本サッカー協会）
 
ドクター：月坂和宏（マツダ病院）
 
トレーナー：並木磨去光（スポーツマッサージ・ナズー）
 
総務：山下恵太（日本サッカー協会）
- GK：曽ヶ端準（鹿島アントラーズ）
- GK：黒河貴矢（清水エスパルス）
- DF：田中マルクス闘莉王（浦和レッドダイヤモンズ）
- DF：茂庭照幸（FC東京）
- DF：那須大亮（横浜F・マリノス）
- DF：徳永悠平（早稲田大学）
- DF：菊地直哉（ジュビロ磐田）
- MF：阿部勇樹（ジェフユナイテッド市原）
- MF：今野泰幸（FC東京）
- MF：森崎浩司（サンフレッチェ広島）
- MF：小野伸二（フェイエノールト）
- MF：松井大輔（京都パープルサンガ）
- MF：駒野友一（サンフレッチェ広島）
- MF：石川直宏（FC東京）
- FW：高松大樹（大分トリニータ）
- FW：田中達也（浦和レッドダイヤモンズ）
- FW：大久保嘉人（セレッソ大阪）
- FW：平山相太（筑波大学）
- グループステージ
  - ●日本3(1－3、2－1)4パラグアイ○
  - ●日本2(1－3、1－0)3イタリア○
  - ○日本1(1－0、1－0)0ガーナ●

1勝2敗（グループステージ敗退）

### サッカー女子
- スタッフ
  - 監督：上田栄治（日本サッカー協会）
  - コーチ：吉田弘（日本サッカー協会）、川島透（日本サッカー協会）
  - ドクター：諸川玄（聖マリアンナ医科大学病院）
  - トレーナー：安達淳子（J・M・トレーナー）
  - 総務：小野俊介（日本サッカー協会）
  - 技術スタッフ：橋倉剛（アディダス・ジャパン）
- 選手（数字は背番号）
- GK
  - 1.山郷のぞみ（さいたまレイナスFC）
  - 18.小野寺志保（日テレ・ベレーザ）
- DF
  - 2.矢野喬子（神奈川大学）
  - 3.磯﨑浩美（TASAKIペルーレFC）
  - 4.大部由美（YKK東北女子サッカー部フラッパーズ）
  - 5.川上直子（TASAKIペルーレFC）
  - 12.山岸靖代（伊賀フットボールクラブくノ一）
  - 13.下小鶴綾（スペランツァF.C.高槻）
- MF
  - 6.酒井與恵（日テレ・ベレーザ）
  - 7.山本絵美（TASAKIペルーレFC）
  - 8.宮本ともみ（伊賀フットボールクラブくノ一）
  - 15.柳田美幸（TASAKIペルーレFC）
  - 16.小林弥生（日テレ・ベレーザ）
  - 17.安藤梢（さいたまレイナスFC）
- FW
  - 9.荒川恵理子（日テレ・ベレーザ）
  - 10.澤穂希（日テレ・ベレーザ）
  - 14.丸山桂里奈（日本体育大学）
  - 11.大谷未央（TASAKIペルーレFC）
- バックアップメンバー（補充要員）
  - GK：22.福元美穂（岡山湯郷Belle）
  - DF：19.宮﨑有香（伊賀フットボールクラブくノ一）
  - MF：20.近賀ゆかり（日テレ・ベレーザ）
  - FW：21.鈴木智子（TASAKIペルーレFC）

（詳細はサッカー日本女子代表の「オリンピックの戦績」参照）
- グループステージ：1勝1敗
  - ○日本1－0スウェーデン●
  - ●日本0－1ナイジェリア○
- 決勝トーナメント
  - 準々決勝●日本1－2アメリカ○

準々決勝敗退

### ホッケー
チームリーダー：内藤政武（ライジングサンセキュリティサービス）
 
監督：安田善治郎（岐阜女子商業高校）
 
コーチ：津田壽郎（ソニーファシリティマネージメント）、小林和典（東海女子短期大学）
 
ドクター：喜久生明男（きくいけ整形外科）
 
トレーナー：川口浩太郎（広島大学）
- 寺園理恵（ソニーEMCS一宮テック）
- 三浦恵子（ソニーEMCS一宮テック）
- 加藤明美
- 山本由佳理（ソニーEMCS一宮テック）
- 岩尾幸美（玖珠町立北山田中学校）
- 木村千恵（ソニーEMCS一宮テック）
- 駒澤李佳（天理大学）
- 森本さかえ（天理大学）
- 千葉香織（ソニーEMCS一宮テック）
- 齋藤尚子（グラクソ・スミスクライン）
- 小森皆実（天理大学）
- 宮崎奈美（南都銀行）
- 喜多田明子
- 石田利佳
- 櫻井絵美（ソニーEMCS一宮テック）
- 中川未由希（岐阜女子商業高校）

1次リーグ●日本0（0－1、0－2）3中国○

1次リーグ●日本1（1－1、0－2）3アルゼンチン○

1次リーグ○日本2（1－0、1－0）0ニュージーランド●

1次リーグ○日本2（2－0、0－1）1スペイン●
- 1次リーグ通算2勝2敗

5－8位決定戦予備戦●日本1（1－2、0－1）3オーストラリア○

7－8位決定戦●日本1（1－3、0－0）3韓国○

### テニス
監督：植田実（日本テニス協会）
トレーナー：村木良博（ケアステーション）
- 杉山愛（ワコール）シングルス5位（準々決勝敗退）
  - シングルス1回戦○2（4－6、6－3、8－6）1●鄭潔（中国）
  - シングルス2回戦○2（7－5、6－4）0●ペレビニス（ウクライナ）
  - シングルス3回戦○2（7－6、6－1）0●スプレム（クロアチア）
  - シングルス準々決勝●0（3－6、4－3）2○モリク（オーストラリア）
- 森上亜希子（ミキハウス）シングルス2回戦敗退
  - シングルス1回戦○2（6－1、6－4）0●ベネソバ（チェコ）
  - シングルス2回戦●0（6－7、2－6）2○クズネツォワ（ロシア）
- 小畑沙織（ヨネックス）シングルス1回戦敗退
  - シングルス1回戦●0（6－7、5－7）2○マテウジッチ（スロベニア）
- 浅越しのぶ(NEC)シングルス1回戦敗退
  - シングルス1回戦●0（3-6、6-7）2○スキアボーネ（イタリア）
- 浅越しのぶ&杉山愛ダブルス4位
  - ダブルス1回戦○2（5－7、7－5、6－3）1●デメンチェワ&ミスキナ（ロシア）
  - ダブルス2回戦○2（6－3、7－5）0●コスタニッチ&スプレム（クロアチア）
  - ダブルス準々決勝○2（6－4、4－6、6－4）1●ナブラチロワ&レイモンド（アメリカ）
  - ダブルス準決勝●0（3－6、0－6）2○マルティネス&ルアノ・パスクアル（スペイン）
  - ダブルス3位決定戦●0（3－6、3－6）2○スアレス&タラビーニ（アルゼンチン）
- 森上亜希子&小畑沙織ダブルス2回戦敗退
  - ダブルス1回戦○2（3－6、7－5、6－3）1●ツインク&カプロス（ハンガリー）　
  - ダブルス2回戦●0（4－6、2－6）2○スアレス&タラビーニ（アルゼンチン）

### 女子バレーボール
チームリーダー：中村昌枝（日本バレーボール協会）

監督：柳本晶一（日本バレーボール協会）

コーチ：西村良孝（新曙温泉）

チームドクター：山口博（柏の葉北総病院）

総務：中村和美（日本バレーボール協会） 
- 吉原知子（パイオニア）
- 辻知恵（茂原）
- 成田郁久美（久光製薬）
- 佐々木みき（パイオニア）
- 大村加奈子（久光製薬）
- 竹下佳江（JT）
- 高橋みゆき（NEC）
- 杉山祥子（NEC）
- 大友愛（NEC）
- 大山加奈（東レ）
- 栗原恵（NEC）
- 木村沙織（下北沢成徳高校）
- 1次リーグ●日本0（21－25、22－25、21－25）3ブラジル○
- 1次リーグ●日本0（16－25、13－25、17－25）3イタリア○
- 1次リーグ○日本3（25－10、20－25、25－21、25－22）1ギリシャ●
- 1次リーグ●日本0（21－25、24－26、21－25）3韓国○
- 1次リーグ○日本3（25－8、25－17、25－14）0ケニア●
  - 1次リーグ通算2勝3敗
- 準々決勝●日本0（20－25、22－25、20－25）3中国○

### 女子ビーチバレー
監督：山本知寿（日本バレーボール協会）
- 徳野涼子（ダイキ）
- 楠原千秋（ダイキ）
- 1次リーグ●0（9－21、16－21）2○ウォルシュ&メイ（アメリカ）
- 1次リーグ●0（21－23、12－21）2○チェルボバ&ノバコバ（チェコ）
- 1次リーグ○2（15－21、21－17、15－13）1●レーンストラ&カディク（オランダ）
- 1勝2敗（予選リーグ敗退）

### 女子バスケットボール
監督：内海知秀（ジャパンエナジー）

コーチ：梅嵜英毅（日立ハイテクノロジーズ）、萩原美樹子（早稲田大学）
 トレーナー：海老沢一哉（スポーツケア鍼灸スポーツマッサージ治療院）

総務：高橋雅弘（ジャパンエナジー）
- 楠田香穂里 （ジャパンエナジー）
- 薮内夏美（日本航空インターナショナル）
- 大神雄子（ジャパンエナジー）
- 大山妙子（ジャパンエナジー）
- 立川真紗美（ジャパンエナジー）
- 矢野良子（ジャパンエナジー）
- 紺野麻里（ジャパンエナジー）
- 永田睦子（シャンソン化粧品）
- 川畑宏美（ジャパンエナジー）
- 濱口典子（ジャパンエナジー）
- 矢代直美（日本航空インターナショナル）
- 江口真紀（シャンソン化粧品）
- 予選リーグ日本●62（22－26、3－36、17－33、20－33）128○ブラジル
- 予選リーグ日本○79（22－22、23－24、20－16、14－11）73●ナイジェリア
- 予選リーグ日本●78（20－26、15－30、10－26、33－15）97○オーストラリア
- 予選リーグ日本●71（21－29、15－21、15－24、20－20）94○ロシア
- 予選リーグ日本●91（15－27、26－20、22－16、28－30）93○ギリシャ
- 予選リーグ1勝4敗
- 9－10位決定戦日本●63（12－20、17－10、19－21、15－31）82○中国

### 卓球
男子監督：宮崎義仁（日本卓球協会）
 
女子監督：西村卓二（東京富士大学）
 
コーチ：高木誠也（熊本・慶誠高等学校）、倉嶋洋介（協和発酵工業）

#### 男子
- 松下浩二（ミキハウス）3回戦敗退
  - 1回戦○4（11－4、11－6、11－9、11－3）0●ブラウン（オーストラリア）
  - 2回戦○4（11－7、11－7、11－8、11－4）0●ハイスター（オランダ）
  - 3回戦●0（9－11、6－11、6－11、2－11）4○柳承敏（韓国）
- 新井周（グランプリ）1回戦敗退
  - 1回戦●1（7－11、11－7、10－12、5－11、4－11）4○リユウ（アルゼンチン）
- 遊澤亮（東京アート）1回戦敗退　
  - 1回戦●1（8－11、11－7、8－11、3－11、9－11）4○リン（ドミニカ共和国）
- 田崎俊雄（協和発酵工業）
- 鬼頭明（東京アート）
- ダブルス（田崎俊雄&鬼頭明）3回戦敗退
  - 2回戦○4（9－11、6－11、11－5、8－11、11－6、13－11、11－4）3●ギオニス&クレアンガ（ギリシャ）
  - 3回戦●1（9－11、11－9、10－12、10－12）4○グルイッチ&カラカセビッチ（セルビア・モンテネグロ）
- ダブルス（新井周&遊澤亮）2回戦敗退
  - 1回戦○4（11－6、11－2、11－8、18－16）0●ブジャジャ&ジャジリ （アルジェリア）
  - 2回戦●0（4－11、9－11、4－11、9－11）4○ボル&フェイヤー＝コーナート（ドイツ）

#### 女子
- 梅村礼（日本生命保険相互会社）4回戦敗退
  - 3回戦○4（15－13、9－11、12－10、4－11、11－7、11－3）2●シェップ（ドイツ）
  - 4回戦●2（12－14、11－13、11－8、13－15、11－9、7－11）4○リ・ジャウェイ（シンガポール）
- 藤沼亜衣（ミキハウス）4回戦敗退
  - 2回戦○4（13－11、11－7、14－12、11－5）0●ウー（ドミニカ共和国）
  - 3回戦○4（7－11、6－11、12－10、11－6、11－7、8－11、11－7）3●リュウ・ジャ（オーストリア）
  - 4回戦●2（7－11、8－11、11－6、7－11、11－9、9－11）4○チャン・シェリン（シンガポール）
- 福原愛（ミキハウスJSC青森）4回戦敗退
  - 2回戦○4（5－11、7－11、11－9、11－6、11－6、9－11、11－9）3●ミャオ・ミャオ（オーストラリア）
  - 3回戦○4（11－3、11－6、11－8、11－9）0●ガオ・ジュン（アメリカ）
  - 4回戦●1（8－11、5－11、11－7、13－15、6－11）4○金暻娥（韓国）
- ダブルス（梅村礼&藤沼亜衣）5位（準々決勝敗退）
  - 4回戦○4（11－9、6－11、11－9、12－10、7－11、11－7）2●柳絮飛&林菱（香港）
  - 準々決勝●2（3－11、12－10、9－11、14－12、4－11、8－11）4●郭躍&牛剣鋒（中国）

### バドミントン
監督：遠井稔男（日本バドミントン協会）
 
コーチ：阿部秀夫（日本バドミントン協会）、今泉勉（トナミ運輸）、喜多努（三洋電機）

#### 男子
- 佐藤翔治（MMGアローズ）1回戦敗退
  - 1回戦●0（6－15、5－15）2○鮑春来（中国）
- 山田英孝（日本ユニシス）1回戦敗退
  - 1回戦●0（8－15、10－15）2○タウフィック・ヒダヤット（インドネシア）
- 舛田圭太（トナミ運輸）
- 大束忠司（トナミ運輸）
- ダブルス（舛田圭太&大束忠司）2回戦敗退
  - 2回戦●1（7－15、17－16、9－15）2○傅海峰&蔡贇（中国）

#### 女子
- 森かおり（三洋電機）2回戦敗退
  - 1回戦○2（11－5、11－4）0●ベクストロム（フィンランド）
  - 2回戦●0（2－11、4－11）2○周蜜（中国）
- 米倉加奈子（ヨネックス）1回戦敗退
  - 1回戦●0（4－11、7－11）2○マーティン（デンマーク）
- 田中美保（三洋電機）1回戦敗退
  - 1回戦●1（7－11、11－5、8－11）2○ボンサナ（タイ）
- 中山智香子（三洋電機）
- 吉冨桂子（九州日本電気）
- 山本静香（ヨネックス）
- 山田靑子（三洋電機）
- ダブルス：（中山智香子&吉冨桂子）2回戦敗退
  - 2回戦●0（4－15、11－15）2○サラリー&サーティニー（タイ）
- ダブルス：（山本静香&山田靑子）1回戦敗退
  - 1回戦●0（7－15、9－15）2○チン・イールフイ&ウォン・ペイティ（マレーシア）

#### 混合ダブルス
- （大束忠司&山本静香）1回戦敗退
  - 1回戦●1（15－13、7－15、13－15）2○ブレア&マント（イギリス）

### 水泳
チームリーダー：青木剛（東京SC）

#### 競泳
監督：上野広治（日大豊山高校）
 
ドクター：金岡恒治（筑波大学臨床医学系整形外科）
 
コーチ：鈴木陽二（セントラルスポーツ）、平井伯昌（東京SC）、田村栄子（コナミスポーツ）
 
コーチ：松田博明（イトマンSS）、太田伸（枚方SS）
 
総務：萬久博敏（NPOつくばアクアライフ研究所）、村松さやか（日本水泳連盟）
 
トレーナー：加藤知生（日立戸塚総合病院）、小沢邦彦（リフレッシュ指圧センター）

##### 男子
- 森田智己（日本大学）
  - 100m背泳ぎ3位（予選54秒41、準決勝54秒62、決勝54秒36＝日本新）
  - 200m背泳ぎ5位（予選2分01秒19、準決勝1分59秒52、決勝1分58秒40＝アジア・日本新記録）
- 北島康介（日本体育大学）
  - 100m平泳ぎ1位（予選1分00秒03＝夏季オリンピック新記録、準決勝1分00秒27、決勝1分00秒08）
  - 200m平泳ぎ1位（予選2分11秒97、準決勝2分10秒86、決勝2分09秒44 ＝夏季オリンピック新記録）
- 今村元気（東海大学） 
  - 200m平泳ぎ（準決勝敗退）（予選2分14秒10、準決勝2分12秒86）
- 山本貴司（近畿大学）
  - 100mバタフライ9位（準決勝敗退）（予選52秒71、準決勝52秒81）
  - 200mバタフライ2位（予選1分57秒36、準決勝1分56秒69、決勝1分54秒56 ＝日本新記録）
- 松田丈志（中京大学）
  - 200mバタフライ（準決勝敗退）（予選1分58秒23、準決勝1分58秒13）
  - 400m自由形8位（予選3分49秒05、決勝3分48秒96）
  - 1500m自由形13位（予選敗退）（予選15分16秒42）
- 奥村幸大（近畿大学）
  - 100m自由形27位（予選敗退）（予選50秒24 ＝日本新記録）
  - 200m自由形10位（準決勝敗退）（予選1分49秒54、準決勝1分49秒49）
- 森隆弘（ミキハウス）
  - 200m個人メドレー6位（予選2分01秒33、準決勝2分00秒57、決勝2分00秒60）
- 三木二郎（日本大学）
  - 200m個人メドレー8位（予選2分00秒93、準決勝2分01秒09、決勝2分02秒16）
  - 400m個人メドレー7位（予選4分16秒32、決勝4分19秒97）
- 田渕晋（コナミスポーツ）
  - 400m個人メドレー18位（予選敗退）（予選4分22秒46）
- 4x100mメドレーリレー3位（森田智己、北島康介、山本貴司、奥村幸大） 
  - 予選（3分37秒04）
  - 決勝（3分35秒22＝日本新記録） （第1泳者・背泳ぎ/森田智己54秒25＝日本新記録）

##### 女子
- 稲田法子（セントラルスポーツ研究所）
  - 100m背泳ぎ11位（準決勝敗退）（予選1分01秒67、準決勝1分01秒74）
- 中村礼子（日本体育大学）
  - 100m背泳ぎ4位（予選1分01秒39、準決勝1分01秒24、決勝1分01秒05）
  - 200m背泳ぎ3位（予選2分11秒14、準決勝2分10秒14、決勝2分09秒88＝日本新記録）
- 寺川綾（近畿大学）
  - 200m背泳ぎ8位（予選2分13秒55、準決勝2分12秒21、決勝2分12秒90）
- 田中雅美(SAT)
  - 100m平泳ぎ9位（準決勝敗退）（予選1分09秒44、準決勝1分09秒11）
  - 200m平泳ぎ4位（予選2分26秒91、準決勝2分26秒38、決勝2分25秒87）
- 大西順子（コナミスポーツ）
  - 100mバタフライ8位（予選59秒22、準決勝59秒24、決勝59秒83）
- 中西悠子（近畿大学）
  - 100mバタフライ13位（準決勝敗退）（予選1分00秒16、準決勝59秒53）
  - 200mバタフライ3位（予選2分10秒04、準決勝2分08秒83、決勝2分08秒04）
- 長田友喜子（フィッツSC） 
  - 200mバタフライ13位（準決勝敗退）（予選2分11秒20、準決勝2分11秒35）
- 永井奉子(OKSS) 
  - 100m自由形16位（準決勝敗退）（予選55秒76、準決勝56秒03）
  - 200m自由形13位（準決勝敗退）（予選2分00秒73、準決勝2分00秒09）
- 柴田亜衣（鹿屋体育大学）
  - 400m自由形5位（予選4分07秒63、決勝4分07秒51）
  - 800m自由形1位（予選8分30秒08、決勝8分24秒54）
- 山田沙知子（関西大学） 
  - 400m自由形6位（予選4分09秒10、決勝4分10秒91）
  - 800m自由形12位（予選敗退）（予選8分36秒48）
- 天野美沙（桐蔭学園高校）
  - 400m個人メドレー17位（予選敗退）（予選4分45秒61）
  - 200m個人メドレー10位（予選敗退）（予選2分17秒88）
- 4x100mメドレーリレー（稲田法子、中村礼子、田中雅美、大西順子、永井奉子）5位
  - 予選（稲田法子、田中雅美、大西順子、永井奉子）4分05秒99
  - 決勝（中村礼子、田中雅美、大西順子、永井奉子）4分04秒83

#### 飛込み
監督：馬淵崇英（JSS宝塚）
コーチ：金戸恵太（ミキハウス）

##### 男子
- 3m飛板飛込み：寺内健（甲子園大学院）8位
  - 予選456.15点
  - 準決勝5位701.79点（制限456.15、自由245.64）
  - 決勝戦8位690.00点（制限245.64、自由444.36）

##### 女子
- 10m高飛込み宮嵜多紀理（ミキハウス）11位
  - 予選315.78点
  - 準決勝12位484.63点 （自由315.78、制限170.85）
  - 決勝戦11位479.10点 （制限170.85、自由308.25）

#### シンクロナイズドスイミング
監督：井村雅代（井村シンクロクラブ）
 
コーチ：友松由美子（パシオスポーツクラブ）、小川眞佐代（東京シンクロクラブ）
 
総務：藤木麻祐子（ウォールナッツクリークアクアナッツ）

トレーナー：白木仁（筑波大学）、佃文子（びわこ成蹊スポーツ大学）
- 立花美哉（井村シンクロクラブ）
- 武田美保（井村シンクロクラブ）
- 巽樹理（追手門学院大学）
- 原田早穂（東京シンクロクラブ）
- 鈴木絵美子（ミキハウス）
- 藤丸真世（ヒノキ新薬）
- 米田容子（井村シンクロクラブ）
- 川嶋奈緒子（アクラブ調布）
- 北尾佳奈子（井村シンクロクラブ）
- デュエット（立花美哉、武田美保）2位
  - 予選2位98・000点（テクニカル・ルーティン2位49・000点＋フリー・ルーティン2位49・000点）
  - 決勝2位98・417点（テクニカル・ルーティン2位49・000点＋フリー・ルーティン2位49・417点）
- チーム（立花、武田、巽、原田、鈴木、藤丸、米田、川嶋）2位

（98・501点＝テクニカル・ルーティン2位49・167点＋フリー・ルーティン2位49・334点）

### トライアスロン
監督：三宅義信（小松製作所）
男子コーチ：八尾彰一（テイケイ）
女子コーチ：飯島健二郎（ケンズ）
※全行程51.5km＝スイム1.5km＋バイク40km＋ラン10km

※合計タイムは種目移動時間を含む

#### 男子
- 田山寛豪（テイケイ）13位（1時間53分28秒41＝18分3秒＋1時間1分43秒＋33分42秒）
- 西内洋行（テイケイ）32位（1時間57分43秒51＝18分20秒＋1時間5分34秒＋33分49秒）

#### 女子
- 関根明子（NTT東日本・NTT西日本）12位（2時間7分34秒02＝20分37秒＋1時間9分49秒＋37分8秒）
- 庭田清美（アシックス・ザバス）14位（2時間7分42秒79＝20分35秒＋1時間9分54秒＋37分13秒）
- 中西真知子（NTT東日本・NTT西日本）20位（2時間8分51秒06＝19分40秒＋1時間10分45秒＋38分26秒）

### カヌー
監督：畑満秀（日本カヌー連盟）

コーチ：大河文昭（大正大学碧水会、フラットウォーター）
- カヤックシングル500m：白田美由希（日本ウェルネススポーツ専門学校）準決勝敗退
  - 予選3組7位（2分0秒860）
  - 準決勝2組7位（2分3秒076）
- 北本忍（富山県体育協会）
- 鈴木祐美子（奈良県体育協会）
- 竹屋美紀子（谷地高校）
- 足立美穂（戸田中央総合病院）
- カヤックペア500m： （北本忍、鈴木祐美子）準決勝敗退
  - 予選1組4位（1分44秒730）
  - 準決勝8位（1分47秒614）
- カヤックフォア500m：（北本忍、鈴木祐美子、竹屋美紀子、足立美穂）9位
  - 予選2組4位（1分36秒873）
  - 準決勝2位（1分35秒493）
  - 決勝戦9位（1分40秒188）

### セーリング
監督：小松一憲（日本セーリング連盟）

コーチ：雜賀秀夫（和歌山県セーリング連盟）、松本真也（関東自動車工業）、佐々木共之（横浜市消防局金沢消防署）

総務：田中一美（日本セーリング連盟）

#### 男子ウィンドサーフィン
- ミストラル級：見城元一（ピザーラ・オーシャンスポーツクラブ）19位(170点)
  - 第2レース18位34点 ※第2レースまでの成績
  - 第3レース21位57点 ※第3レースまでの成績
  - 第4レース23位80点 ※第4レースまでの成績
  - 第6レース20位84点 ※第6レースまでの成績＝ベスト5レース（仮順位）
  - 第8レース17位108点 ※第8レースまでの成績＝ベスト7レース（仮順位）
  - 第10レース18位142点※第10レースまでの成績＝ベスト9レース
  - 最終順位19位170点（16、23、18、23、(35)OCS、4、12、12、15、19、28、計205NET170）

最終成績＝ベスト10レース

#### 男子ヨット
- レーザー級：鈴木國央35位（281点） 
  - 第2レース 27位52点 ※第2レースまでの成績
  - 第4レース39位134点 ※第4レースまでの成績
  - 第6レース36位145点 ※第6レースまでの成績＝ベスト5レース
  - 第8レース35位203点 ※第8レースまでの成績＝ベスト7レース
  - 第10レース35位254点 ※第10レースまでの成績＝ベスト9レース
  - 最終順位35位281点（30、22、39、(43)OCS、29、25、30、28、22、29、27、計324NET281）

最終成績＝ベスト10レース
- 49er級：中村健次（関東自動車工業）&高木正人（関東自動車工業）15位（146点） 
  - 第1レース12位12点
  - 第4レース17位65点 ※第4レースまでの成績
  - 第6レース14位51点 ※第6レースまでの成績＝ベスト5レース
  - 第9レース13位76点 ※第9レースまでの成績＝ベスト8レース
  - 第11レース11位94点 ※第11レースまでの成績＝ベスト10レース
  - 第12レース10位82点 ※第12レースまでの成績＝ベスト10レース
  - 第15レース15位131点 ※第15レースまでの成績＝ベスト13レース
  - 最終順位15位146点（12、14、(19)、(20)OCS、4,2、19、4、2、14、4、7、17、18、14、15、計185NET146）

最終成績＝ベスト14レース
- 470級：関一人（関東自動車工業）&轟賢二郎（関東自動車工業）3位（90点）
  - 第2レース4位10点 ※第2レースまでの成績
  - 第4レース10位49点 ※第4レースまでの成績
  - 第6レース9位47点 ※第6レースまでの成績
  - 第8レース3位57点 ※第8レースまでの成績
  - 第10レース4位79点 ※第10レースまでの成績＝ベスト9レース。3、4位、6―8位は得点内容による
  - 最終順位  3位90点（3、7、(21)、18、7、12、1、9、5、17、11、計111NET90）

#### 女子ウィンドサーフィン
- ミストラル級：今井雅子（ピザーラ・オーシャンスポーツクラブ）17位（135点） 
  - 第2レース15位26点 ※第2レースまでの成績
  - 第3レース17位43点 ※第3レースまでの成績
  - 第4レース14位54点 ※第4レースまでの成績
  - 第5レース13位42点 ※第5レースまでの成績＝ベスト4レース
  - 第6レース15位58点 ※第6レースまでの成績＝ベスト5レース
  - 第8レース15位85点 ※第8レースまでの成績＝ベスト7レース
  - 第10レース16位118点 ※第10レースまでの成績＝ベスト9レース
  - 最終順位17位135点（12、14、17、11、5、16、17、10、16、17、(18)、計153NET135）

最終成績＝ベスト10レース

#### 女子ヨット
- ヨーロッパ級：佐藤麻衣子（英語版）（中部ガス）24位（192点）  
  - 第2レース22位40点 ※第2レースまでの成績
  - 第4レース22位80点 ※第4レースまでの成績
  - 第6レース23位90点 ※第6レースまでの成績＝ベスト5レース
  - 第8レース23位123点 ※第8レースまでの成績＝ベスト7レース。4、5位は得点内容による
  - 第10レース23位169点 ※第10レースまでの成績＝ベスト9レース
  - 最終順位24位192点（(24)、16、24、16、23、11、23、10、24、22、23、計216NET192）

最終成績＝ベスト10レース
- 470級：吉迫由香（島精機製作所）&佐竹美都子（島精機製作所）11位（101点） 
  - 第2レース19位38点 ※第2レースまでの成績　
  - 第4レース17位64点 ※第4レースまでの成績
  - 第6レース17位63点 ※第6レースまでの成績
  - 第8レース16位79点 ※第8レースまでの成績
  - 第10レース15位100点 ※第10レースまでの成績＝ベスト9レース。ギリシャの優勝は第10レースで確定
  - 最終順位11位101点（(21)DSQ、17、16、10、8、12、4、12、3、18、1、計122NET101）

最終成績＝ベスト10レース

### ボート競技
監督：飯塚淳（昭和楽器）

総務：細淵雅邦（三和）

コーチ：大林邦彦（日本ボート協会）

#### 男子
- 武田大作（ダイキ）
- 浦和重（NTT東日本）
- 軽量級ダブルスカル（武田&浦）6位（予選6分24秒08、敗者復活戦6分17秒26、準決勝6分18秒51、決勝6分24秒98）

#### 女子
- 岩本亜希子（アイリスオーヤマ）
- 内山佳保里（デンソー）
- 軽量級ダブルスカル（岩本&内山）13位（予選7分14秒04、敗者復活戦7分07秒07、13―18位決定戦13位7分37秒46）

### 体操

#### 体操競技
チームリーダー：塚原光男（塚原体操センター）
 
男子監督：加納実（順天堂大学）

男子コーチ：森泉貴博（日本体操協会）、立花泰則（特定医療法人徳洲会）、原田睦巳（順天堂大学）
 
女子コーチ：渡辺仁（塚原体操センター）
 
トレーナー：今井聖晃（工藤総合接骨院）

##### 男子
- 冨田洋之（セントラルスポーツ） 
  - 個人総合6位（57.485点）
  - 種目別あん馬8位（9.062点）
  - 種目別つり輪4位（9.800点）
  - 種目別平行棒2位（9.775点）
- 米田功（特定医療法人徳洲会）
  - 個人総合11位（56.899点）
  - 種目別床運動7位（9.662点）
  - 種目別鉄棒3位（9.787点）
- 鹿島丈博（セントラルスポーツ） 
  - 種目別あん馬3位（9.787点）
- 中野大輔（九州共立大学）
  - 種目別床運動6位（9.712点）
  - 種目別平行棒5位（9.762点）
  - 種目別鉄棒9位（8.750点）
- 水鳥寿思（特定医療法人徳洲会）
  - 団体戦に出場
- 塚原直也（朝日生命保険相互会社）
  - 団体戦に出場
- 団体総合（冨田洋之、米田功、鹿島丈博、中野大輔、水鳥寿思、塚原直也）1位
  - 予選232.134点＝床運動38.325点＋あん馬38.699点＋つり輪38.725点＋跳馬38.412点＋平行棒38.924点＋鉄棒39.049点
  - 決勝173.821点＝床運動28.311点＋あん馬29.075点＋つり輪29.124点＋跳馬28.837点＋平行棒29.012点＋鉄棒29.462点

##### 女子
- 石坂真奈美（朝日生命体操クラブ）個人総合33位（予選敗退）
  - 予選36.211点（跳馬9.125点＋段違い平行棒9.187点＋平均台8.637点＋床運動9.262点）
- 大島杏子（朝日生命体操クラブ）個人総合51位（予選敗退）
  - 予選34.961点（跳馬8.662点＋段違い平行棒9.362点＋平均台8.437点＋床運動8.500点）

#### 新体操
監督：秋山エリカ（東京女子体育大学）
- 村田由香里（東京女子体育大学）18位（予選敗退）

（88.150＝フープ21.775＋ボール22.425＋クラブ22.400＋リボン21.550）

#### トランポリン
監督：岩下由利子（大阪トランポリンクラブ）
- 廣田遥（阪南大学）7位（予選63.0＝規定26.9＋自由36.1、決勝37.2）

### 柔道
チームリーダー：上村春樹（旭化成）

#### 男子
監督：斉藤仁（国士舘大学）
 
コーチ：大迫明伸（旭化成）、山本洋祐（日本体育大学）、正木嘉美（天理大学）、岡田弘隆（筑波大学）

チームドクター：宮崎誠司（横浜新緑総合病院柔道）
男子トレーナー：佐藤司（グローバルスポーツ医学研究所）
- 60kg級：野村忠宏（ミキハウス）1位
  - 2回戦○（2分46秒・背負い投げ）●ララ（ ドミニカ共和国）
  - 3回戦○（53秒・背負い投げ）●オリバー・グッセンベルク（ ドイツ）
  - 準々決勝○（14秒・内またすかし）●アルバルシン（ アルゼンチン）
  - 準決勝○（23秒・大内刈り）●ハシュバータル・ツァガンバータル（ モンゴル）
  - 決勝○（優勢）●ネストル・ヘルギアニ（ ジョージア）
- 66kg級：内柴正人（旭化成）1位
  - 1回戦○（1分55秒・払い腰）●レンシナ（ アルゼンチン）
  - 2回戦○（2分0秒・ともえ投げ）●ダシュダバ（ モンゴル）
  - 3回戦○（1分40秒・浮き落とし）●マゴメド・ジャファロフ（ ロシア）
  - 準決勝○（43秒・肩車）●ゲオルギ・ゲオルギエフ（ ブルガリア）
  - 決勝○（1分46秒・小外刈り）●ヨゼフ・クルナーチ（ スロバキア）
- 73kg級：高松正裕（旭化成）2回戦敗退
  - 2回戦●（優勢）○ケブヒシビリ（ ジョージア）
- 81kg級：塘内将彦（旭化成）敗者復活戦敗退
  - 1回戦●（3分12秒・合わせ技）○ドミトリー・ノソフ（ ロシア）
  - 敗者復活1回戦●（優勢）○メローニ（ イタリア）
- 90kg級：泉浩（明治大学）2位
  - 1回戦○（10秒・大外刈り）●シャルヘイ・クハレンカ（ ベラルーシ）
  - 2回戦○（1分24秒・大外刈り）●イリアス・イリアディス（ ギリシャ）
  - 3回戦○（優勢）●コスタ・エドゥアルド（ アルゼンチン）
  - 準決勝○（優勢）●黄禧太（ 韓国）
  - 決勝●（3分3秒・すくい投げ）○ズラブ・ズビャダウリ（ ジョージア）
- 100kg級：井上康生（綜合警備保障）敗者復活戦敗退
  - 1回戦○（2分32秒・送襟絞）●アメル・メキッチ（ ボスニア・ヘルツェゴビナ）
  - 2回戦○（優勢）●アンタル・コバチ（ ハンガリー）
  - 3回戦○（1分27秒・内股）●マーティン・ケリー（ オーストラリア）
  - 準々決勝●（4分48秒・背負い投げ）○エルコ・ファンデルヘースト（ オランダ）
  - 敗者復活2回戦●（3分4秒・大内返し）○モブルド・ミラリエフ（ アゼルバイジャン）
- 100kg超級：鈴木桂治（平成管財）1位
  - 2回戦○（優勢）●アンドレアス・テルツァー（ ドイツ）
  - 3回戦○（3分2秒・内股）●パパイオアンヌ（ ギリシャ）
  - 準々決勝○（3分42秒・内股）●ユーリ・ルイバク（ ベラルーシ）
  - 準決勝○（2分55秒・内股）●パオロ・ビアンケシ（ イタリア）
  - 決勝○（1分17秒・小外刈り）●タメルラン・トメノフ（ ロシア）

#### 女子
監督：吉村和郎（警視庁）
 
コーチ：日蔭暢年（ミキハウス）、出口達也（広島大学）、山口香（武蔵大学）
コーチ：古賀稔彦（社会福祉法人慈雄会）、木村昌彦（横浜国立大学）
 
チームドクター：小山郁：（講道館ビルクリニック）

トレーナー：吉田理恵子（グローバルスポーツ医学研究所）
- 48kg級：谷亮子（トヨタ自動車）1位
  - 2回戦○（3分23秒・合わせ技）●マリヤ・カラヤノプルー（ ギリシャ）
  - 3回戦○（2分17秒・大外刈り）●ソラヤ・ハダド（ アルジェリア）
  - 準決勝○（4分19秒・合わせ技）●アリナ・ドゥミトル（ ルーマニア）
  - 決勝戦○（優勢）●フレデリク・ジョシネ（ フランス）
- 52kg級：横澤由貴（三井住友海上火災保険）2位
  - 1回戦○（2分25秒・肩固め）●リ・サンシム（ 北朝鮮）
  - 2回戦○（優勢）●ディエディオウ（ セネガル）
  - 3回戦○（4分17秒・横四方固め）●ジョージナ・シングルトン（ イギリス）
  - 準決勝○（4分59秒・袖釣り込み腰）●アマリリス・サボン（ キューバ）
  - 決勝●（1分07秒・横四方固め）○冼東妹（ 中国）
- 57kg級：日下部基栄（福岡県警察本部）9位（準々決勝敗退）
  - 1回戦○（2分36秒・一本背負い投げ）●フレミング（ ベネズエラ）
  - 2回戦○（優勢）ヒシグバット・エルデネットオド●（ モンゴル）
  - 3回戦●（39秒・合わせ技）○イボンヌ・ベニシュ（ ドイツ）
  - 敗者復活戦●（優勢）○イサベル・フェルナンデス（ スペイン）
- 63kg級：谷本歩実（コマツ）1位
  - 1回戦○（1分50秒・縦四方固め）●ドハリフ（ チュニジア）
  - 2回戦○（15秒・内股）マサ●（ エクアドル）
  - 準々決勝○（17秒・払い腰）チショーム●（ カナダ）
  - 準決勝○（1分24秒・対戦相手棄権）●ダニエラ・クルコウェル（ アルゼンチン）
  - 決勝○（1分19秒・合わせ技）クラウディア・ハイル●（ オーストリア）
- 70kg級：上野雅恵（三井住友海上火災保険）1位
  - 1回戦○（3分36秒・横四方固め）●シュッツ（ アメリカ合衆国）
  - 2回戦○（優勢）ラシャ・スラカ●（ スロベニア）
  - 準々決勝○（1分1秒・大外刈り）●キャサリン・ジャック（ ベルギー）
  - 準決勝○（1分24秒・大外刈り）●キャサリン・アーラブ（ オーストリア）
  - 決勝○（3分10秒・袖釣り込み腰）●エディス・ボッシュ（ オランダ）
- 78kg級：阿武教子（警視庁）1位
  - 2回戦○（2分53秒・崩れけさ固め）●ピント（ ベネズエラ）
  - 準々決勝○（優勢）●ルチア・モリコ（ イタリア）
  - 準決勝○（9分41秒（延長）優勢）●セリーヌ・ルブラン（ フランス）
  - 決勝○（4分38秒・袖釣り込み腰）●劉霞（ 中国）
- 78kg超級：塚田真希（綜合警備保障）1位
  - 2回戦○（21秒・小外刈り）ジェシカ・マローン（ オーストラリア）
  - 準々決勝○（2分37秒・横四方固め）マリナ・プロコフィエワ（ ウクライナ）
  - 準決勝○（4分37秒・合わせ技）テア・ドングザシビリ（ ロシア）
  - 決勝○（1分51秒・後ろけさ固め）ダイマ・ベルトラン（ キューバ）

### レスリング
監督：富山英明（日本大学）
 
コーチ：土方政和（警視庁）、和田貴広（日本レスリング協会）、伊藤広道（自衛隊体育学校）
コーチ：栄和人（中京女子大学）、木名瀬重夫（日本レスリング協会）、金浜良（ジャパンビバレッジ）、嘉戸洋（日本レスリング協会）
 
トレーナー：佐々木康之（グローバルスポーツ医学研究所）

#### 男子
- グレコローマンスタイル55kg級：豊田雅俊（警視庁）1次リーグ敗退
  - 1次リーグ●（判定）○マヨロシュ（ハンガリー）
  - 1次リーグ○（4分19秒・Tフォール）●ラミレス（ドミニカ共和国）
- グレコローマンスタイル60kg級：笹本睦（綜合警備保障）5位
  - 1次リーグ○（2分31秒・Tフォール）●グスマン（ペルー）
  - 1次リーグ○（判定）●ステファネク（セルビア・モンテネグロ）
  - 準々決勝●（判定）○ナザリャン（ブルガリア）
  - 5－6位決定戦○（判定）●コイジャイガノフ（カザフスタン）
- グレコローマンスタイル74kg級：永田克彦（新日本プロレス）1次リーグ敗退
  - 1次リーグ●（判定）○コボノフ（キルギス）
  - 1次リーグ●（判定）○イリハンヌクセラ（フィンランド）
- グレコローマンスタイル男子84kg級：松本慎吾（一宮運輸）7位
  - 1次リーグ●（判定）○アブラハミアン（スウェーデン）
  - 1次リーグ○（判定）●ケンジャエフ（キルギス）
  - 1次リーグ○（判定）●バトキ（スロバキア）
- フリースタイル55kg級：田南部力（警視庁）3位
  - 1次リーグ ○（判定）●アブドゥラエフ（アゼルバイジャン）
  - 1次リーグ○（判定）●ドゥット（インド）
  - 決勝トーナメント1回戦○（2分29秒・Tフォール）●金孝燮（韓国）
  - 準決勝●（判定）○アバス（アメリカ）
  - 3位決定戦○（判定）●カルダノフ（ギリシャ）
- フリースタイル60kg級：井上謙二（自衛隊体育学校）3位
  - 1次リーグ●（判定）○ザハルチノフ（ウズベキスタン）
  - 1次リーグ○（判定）●鄭栄鎬（韓国）
  - 1次リーグ○（5分41秒・Tフォール）●チケル（オーストリア）
  - 準決勝（判定）●（判定）○ジョカル（イラン）
  - 3位決定戦○（判定）フェドルイシン（ウクライナ）●
- フリースタイル66kg級：池松和彦（日本体育大学）5位
  - 1次リーグ○（1分07秒・フォール）●ジェシー（ナイジェリア）
  - 1次リーグ○（判定）●白鎮国（韓国）
  - 決勝トーナメント1回戦●（判定）○スピリドノフ（カザフスタン）
  - 5－6位決定戦○（判定）●タスクディス（ギリシャ）
- フリースタイル74kg級：小幡邦彦（綜合警備保障）1次リーグ敗退
  - 1次リーグ○（判定）●マーン（インド）
  - 1次リーグ●（判定）○フンドラ（キューバ）
- フリースタイル84kg級：横山秀和（秋田市立秋田商業高等学校）1次リーグ敗退
  - 1次リーグ●（判定）○ホダエイ（イラン）
  - 1次リーグ○（判定）●アンジュ（インド）

#### 女子
- フリースタイル48kg級：伊調千春（中京女子大学）2位
  - 1次リーグ○（4分12秒・Tフォール）●ベリズル（カナダ）（カナダ）
  - 1次リーグ○（5分58秒・フォール）●ワーグナー（ドイツ）
  - 準決勝○（4分10秒・Tフォール）●ベルテネ（フランス）
  - 決勝戦●（判定）○メルニク（ウクライナ）
- フリースタイル55kg級：吉田沙保里（中京女子大学）1位
  - 1次リーグ○（3分47秒・Tフォール）●孫冬梅（中国）
  - 1次リーグ○（6分00秒・Tフォール）●ジャンピッコロ（イタリア）
  - 準決勝○（判定）●ゴミズ（フランス）
  - 決勝戦○（判定）●バービーク（カナダ）
- フリースタイル63kg級：伊調馨（中京女子大学）1位
  - 1次リーグ○（5分10秒・Tフォール）●ゴロフチェンコ（ウクライナ）
  - 1次リーグ○（判定）●カルタホワ（ロシア）
  - 準決勝○（判定）●ルグラン（フランス）
  - 決勝戦○（判定）●マクマン（アメリカ）
- フリースタイル72kg級：浜口京子（ジャパンビバレッジ）3位
  - 1次リーグ○（判定）●モンゴメリ（アメリカ）
  - 1次リーグ○（5分17秒・Tフォール）ズラテバ（ブルガリア）●
  - 準決勝●（判定）○王旭（中国）
  - 3位決定戦○（判定）●サエンコ（ウクライナ）

### ボクシング
監督：本博国（自衛隊体育学校） 
- 48kg級：五十嵐俊幸（東京農業大学）
  - 1回戦●（判定）ケベデ（エチオピア）○

### テコンドー
コーチ：金漢老（キム・ス テコンドー道場）
- 67kg超級：岡本依子（ルネスかなざわ）7位
  - 1回戦●（優勢）陳中（中国）○
  - 敗者復活1回戦●（優勢）カルモナ（ベネズエラ）○

### ウエイトリフティング
男子監督：菊田三代治（石川県立飯田高等学校）
 
女子監督：長谷場久美（埼玉栄高等学校）
 
コーチ：三宅義行（光波）

#### 男子
- 56kg級：山田政晴（群馬綜合ガードシステム）記録なし（スナッチ3回の試技失敗）
- 62kg級：今村俊雄（高野建設）11位（270kg（12位）＝スナッチ120kg＋ジャーク150kg）

（*3位選手ドーピング違反で失格のため順位繰上げ）
- 105kg超級：岩崎宇信（植松住設）12位（385kg＝スナッチ170kg＋ジャーク215kg）

#### 女子
- 48kg級：三宅宏実（法政大学）9位（175kg（10位）＝スナッチ77.5kg＋ジャーク97.5kg）

（*4位選手ドーピング違反で失格のため順位繰上げ）

### フェンシング
監督：澤田聡（警視庁）
 
コーチ：齊田守（三洋紙業）

#### 男子
- フルーレ：太田雄貴（同志社大学）9位（3回戦敗退）
  - 2回戦○（15－9）チュマセロ（メキシコ）●
  - 3回戦●（8－15）ガネーフ（ロシア）○
- サーブル：長良将司（岐阜県立大垣南高等学校）31位（2回戦敗退）
  - 1回戦○（15－8）バスマジアン（ギリシャ）●
  - 2回戦●（9－15）ポツニヤコフ（ロシア）○

#### 女子
- フルーレ：菅原智恵子（宮城県鼎が浦高等学校）15位（2回戦敗退）
  - 1回戦 ○（15－6）カルボネ（アルゼンチン）●
  - 2回戦●（2－15）トリリーニ（イタリア）○
- エペ：原田めぐみ（山形クラブ）28位（2回戦敗退）
  - 1回戦○（15－6）ウィルソン（南アフリカ）●
  - 2回戦●（14－15）カショリ（イタリア）○
- サーブル：久枝円（大阪市信用金庫）15位（2回戦敗退）
  - 1回戦  ○（15－14）ナジュ（ハンガリー）●
  - 2回戦●（13－15）ザグニス（アメリカ）○

### アーチェリー
監督：末田実（全日本アーチェリー連盟）
 
男子コーチ：關政敏（全日本アーチェリー連盟）
 
女子コーチ：池田幸一（横浜高等学校）

#### 男子
- 濱野裕二（デオデオ）37位（1回戦敗退） 
  - 1回戦●150-155プラサド（インド）○
- 山本博（大宮開成高等学校）2位
  - 1回戦○155－147フィスー（フランス）●
  - 2回戦○162－154フランジリ（イタリア）●
  - 3回戦○168－160セルジュク（ウクライナ）●
  - 準々決勝○111－110林東賢（韓国）●
  - 準決勝○115－115カディヒー（オーストラリア）●（シュート・オフ）
  - 決勝戦●109-111マルコ・ガリアッツォ（イタリア）○
- 古川高晴（近畿大学）22位
  - 1回戦○146-143永富軍（中国）●
  - 2回戦●163-166張龍浩（韓国）○
- 団体（濱野裕二、山本博、古川高晴）8位（準々決勝敗退）
  - 1回戦○254－241フランス●
  - 2回戦●236-242ウクライナ○

#### 女子
- 川内紗代子（ミキハウス）26位（2回戦敗退） 
  - 1回戦○137－129ブルデイナ（ウクライナ）●
  - 2回戦●150-154ウィリアムソン（イギリス）○
- 河崎由加里（デオデオ）63位（1回戦敗退） 
  - 1回戦●106-119ミルチンキエビッチ（ポーランド）○
- 松下紗耶未（ミキハウス）個人28位 2回戦敗退 
  - 1回戦○165－157ファス（フランス）●
  - 2回戦●149-173尹美進（韓国）○
- 団体（川内紗代子、河崎由加里、松下紗耶未）14位（1回戦敗退）
  - 1回戦●226-140台湾○

### 馬術
監督：東良弘一（洛北宝ヶ池観光農園） 
 
総務：浅枝里美（日本馬術連盟）
- 小畑隆一（ユーロ・ジャパンホーストレーディング） 
  - 個人障害飛越 74位（1次予選66位14・00点、2次予選失権）
- 杉谷泰造（杉谷乗馬クラブ）
  - 個人障害飛越16位（1次予選60位12・00点、2次予選61位28・00点、3次予選51位37・00点、決勝ラウンド16位20・00点）
- 林忠義（北総乗馬クラブ）
  - 個人障害飛越64位（1次予選47位8・00点、2次予選54位25・00点、3次予選途中棄権）
- 渡辺祐香（ヤマハ つま恋乗馬倶楽部）
  - 個人障害飛越39位（1次予選18位3・00点、2次予選13位6・00点、3次予選37位24・00点、決勝ラウンド39位）
- 団体障害飛越（小畑隆一、杉谷泰造、林忠義、渡辺祐香）決勝ラウンド1回戦敗退

### ライフル射撃
監督：藤井優（日本ライフル射撃協会）
 
コーチ：ドウシャノフ・エミール（日本ライフル射撃協会）、スーチャック・ラズロー（日本ライフル射撃協会）
ドクター：清水寛（医療法人東洋病院）

#### 男子
- 中重勝（広島県警） 
  - 10mエアピストル23位（予選敗退）576点
  - 50mピストル38位（予選敗退）537点
- 柳田勝（自衛隊体育学校）
  - 10mエアライフル9位（予選敗退）9.900点
  - 50mライフル伏射24位（予選敗退）591点
  - 50mライフル3姿勢16位（予選敗退） 1159点
- 田澤修治（自衛隊体育学校） 
  - 10mエアピストル30位（予選敗退）573点
  - 25mラピッドファイアーピストル15位（予選敗退）573点

#### 女子
- 稲田容子（YOKO.INADAスポーツ射撃クラブ） 
  - 10mエアピストル10位（予選敗退）382点
- 小西ゆかり（自衛隊体育学校）
  - 25mピストル26位（予選敗退）9.486点
- 福島實智子（国友銃砲火薬店）
  - 10mエアピストル25位（予選敗退）378P
  - 25mピストル13位（予選敗退）9.617P
- 三崎宏美（日立情報システムズ）
  - 10mエアライフル22位（予選敗退）392点
  - 50mライフル3姿勢24位（予選敗退）569点

### クレー射撃
監督：寺西寛（高槻国際射撃場）
- 井上恵（ナスタジャパン）ダブルトラップ5位（140点＝予選3位109点＋決勝31点）
- 竹葉多重子（フジ）トラップ8位（予選敗退）（予選59点）

### 選手団本部役員
- 団長：竹田恆和（JOC会長）
- 副団長：林務（JOC専務理事）
- 総監督：福田富昭（JOC常務理事、JOC選手強化本部本部長）
- 本部役員（競技担当）：市原則之（JOC常務理事、JOCゴールドプラン委員会委員長）
- 本部役員（競技担当）：松下三郎（JOC理事、日本ユニバーシアード委員会委員長）
- 本部役員（広報担当）：櫻井孝次（JOC理事、JOC総務委員会副委員長、JOC事業・広報専門委員会委員長）
- 本部役員（競技担当）：早田卓次（JOC理事、JOC選手強化本部副本部長、JOC強化育成専門委員会委員長、日本ユニバーシアード委員会名誉主事、アスリート委員会委員長）
- 本部役員（情報・医・科学担当）：河野一郎（JOC理事、JOC情報・医・科学専門委員会委員長、JOCアンチ・ドーピング委員会委員長）
- 本部役員（競技担当）：金子正子（JOC情報・医・科学専門委員会委員）
- 本部役員（医務担当）：増島篤（JOC情報・医科学専門委員会委員、JOC専任スポーツドクター）
- 本部役員（警備担当）：河野寛（綜合警備保障）
- アタッシェ：荒牧拓（在ギリシャ日本国大使館）
- 本部員：西村賢二(JOC)、伊藤弘一(JOC)、阿部幹雄(JOC)、柳谷直哉(JOC)
- 本部員：笠原健司(JOC)、萩原直樹(JOC)、脇本昌樹(JOC)
- メディカルスタッフ（ドクター）：赤間高雄（JOCアンチ・ドーピング委員会委員、JOC専任スポーツドクター）
- メディカルスタッフ（ドクター）：内山英司（JOC専任スポーツドクター）
- メディカルスタッフ（ドクター）：内田彰子（JOC医学サポート部会員）
- メディカルスタッフ（トレーナー）：松田直樹（JOC医学サポート部会員）、増田雄一（JOC医学サポート部会員）
- メディカルスタッフ（トレーナー）：杉山ちなみ（上牧温泉病院）
- 本部員（輸送）：斉藤健（近畿日本ツーリスト）、重田章（近畿日本ツーリスト）、高柳玲央（近畿日本ツーリスト）
- 本部員（情報）：勝田隆（JOC情報・医科学専門委員会委員）
- 本部員（プレスアタッシェ）：竹内浩（JOC事業・広報専門委員会委員）
- 本部員（サブプレスアタッシェ）：緒方茂生（ミズノ）
- 他1名（在ギリシャ日本国大使館）
- 他、競技・成績・記録収集および報告書作成スタッフ2名（ウイル・コーポレーション）